# 여승 (전한)
여승(呂勝, ? ~ 기원전 175년) 혹 여등(呂騰)은 중국 초한전쟁기의 군인이다. 전한 고제의 제104위 공신으로, 시호는 열양장후(涅陽莊侯)이다.

## 생애
고제 2년(기원전 205년) 또는 3년(기원전 204년), 기사(騎士)로서 관문을 나오는 고제를 따랐다.
고제 5년(기원전 202년), 낭중 혹 낭장으로서 해하 전투에서 진 서초패왕 항우를 추격해서 오강에 이른 한나라 군대 속에 있었다. 기사마 여마동이 항우와 대면하니 항우가 여마동에게 자기 목을 주겠다고 하고 자결했다. 왕예가 머리를 취하고, 한나라 군대가 서로 죽이기까지 하며 항우의 시체를 다투니, 여마동, 낭중기 양희, 낭중 양무와 함께 항우의 시체 일부를 얻었다. 다섯 명이서 그 시체를 맞추어보니 맞아서 함께 제후가 되었다. 고제 7년(기원전 200년) 중에 열양후(涅陽侯) 1500호에 봉해졌고, 공적은 두연장후가 된 양무에 견주어졌다. 재위 25년 만인 문제 5년(기원전 175년)에 죽어 시호를 장(莊)이라 하고, 아들 여성실(呂成實)이 실제로는 아들이 아니어서 가문은 단절됐다. 시호 '장'은 항우의 시체를 얻은 다섯 명이 공통으로 받았다.

## 출전
- 사마천: 《사기》 권7 항우본기(項羽本記)·권18 고조공신후자연표(高祖功臣侯者年表)
- 반고: 《한서》 권16 고혜고후문공신표(高惠高后文功臣表)·권31 진승항적전(陳勝項籍傳) 중 항적

| 전임 (첫 봉건) | 전한의 열양후 기원전 200년 ~ 기원전 175년 | 후임 (68년 후) 열양강후 최 |